# میت پاپتس
میت پاپتس (به انگلیسی: Meat Puppets) یک گروه موسیقی راک آمریکایی است که در سال ۱۹۸۰ پایه‌گذاری شد.

## تاریخچه
میت پاپتس در دوره فعالیت‌شان با فراز و نشیب زیادی روبرو بودند. گروه دو بار در سال‌های ۱۹۹۶ و ۲۰۰۲ از هم پاشید ولی آنها دوباره گرد هم آمدند.

بزرگترین شانس گروه در سال ۱۹۹۳ و زمانی به آنها روی کرد که برادران کِرک‌وود به عنوان نوازنده مهمان در آنپلاگد نیروانا شرکت کردند و در اجرای آهنگ‌های Lake of Fire ،Plateu و Oh Me کرت کوبین و گروهش را همراهی کردند. هر سه این آهنگ‌ها از آثار میت پاپتس و متعلق به آلبوم Meat Puppets II بود.
آلبوم Too High To Die از برجسته‌ترین آثار میت پاپتس به شمار می‌رود که در سال ۱۹۹۴ منتشر شد و مورد توجه گسترده قرار گرفت.

## اعضا
- کِرت کِرک‌وود: آواز، گیتار
- کریس کِرک‌وود: گیتار بیس
- دریک باسترم: درام

## آلبوم‌ها
| نام آلبوم                     | سال انتشار      |
| ----------------------------- | --------------- |
| ۱. Meat puppets               | ۱۹۸۲            |
| ۲. Meat puppets II            | ۱۹۸۴            |
| ۳. Up on The Sun              | ۱۹۸۵            |
| ۴. Huevos                     | ۱۹۸۷            |
| ۵. Mirage                     | ۱۹۸۷            |
| ۶. Monsters                   | ۱۹۸۹            |
| ۷. Forbiden Places            | ۱۹۹۱            |
| ۸. Too High To Die            | ۲۵ ژانویه ۱۹۹۴  |
| ۹. No Joke                    | ۳ اکتبر ۱۹۹۵    |
| ۱۰. Live in Montana           | ۲۳ فوریه ۱۹۹۹   |
| ۱۱. Golden Lies               | ۲۶ سپتامبر ۲۰۰۰ |
| ۱۲. Live at Maxwell's 2.08.01 | ۹ آوریل ۲۰۰۲    |
| ۱۳. Rise to Your Knees        | ۱۷ ژوئیه ۲۰۰۷   |
| ۱۴. Sewn Together             | ۱۲ مه ۲۰۰۹      |